# Westerham
Westerham is een civil parish in het bestuurlijke gebied Sevenoaks, in het Engelse graafschap Kent met 5.000 inwoners.

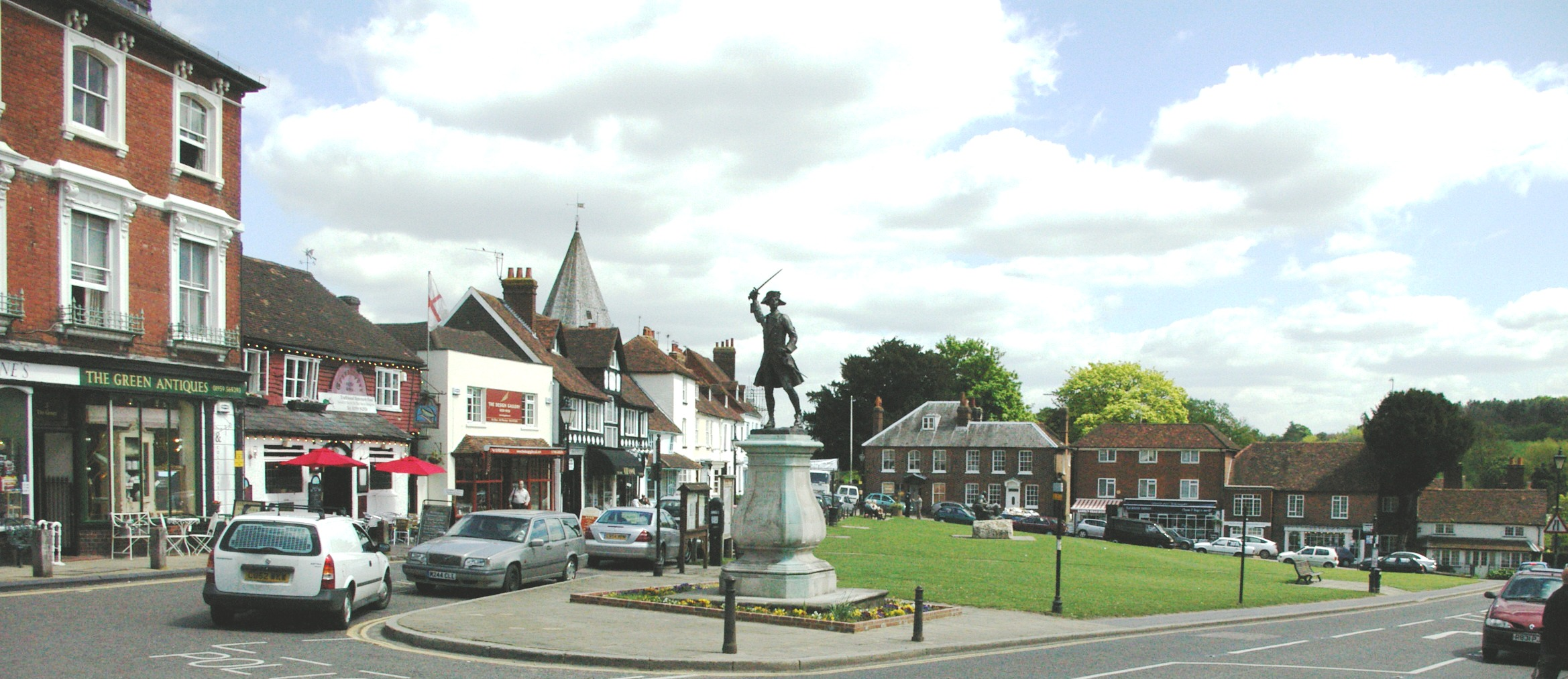
Westerham
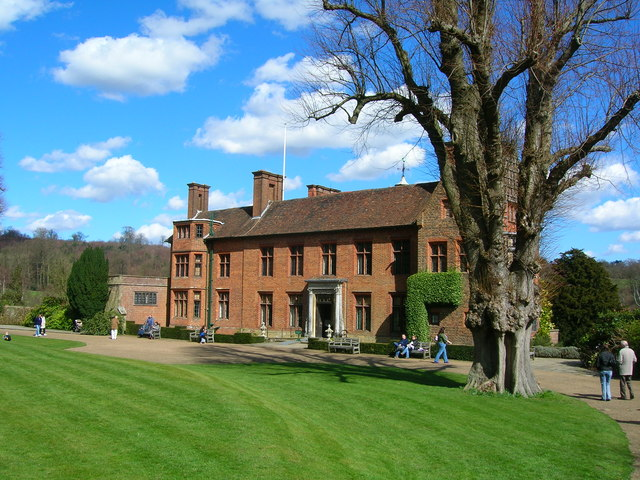
Chartwell House

## Geboren
- James Wolfe (1727), generaal en overwinnaar van Quebec
- Mary Soames (1922), jongste kind van Winston Churchill

## Overleden
- Alice Liddell (1852-1934), muze van Lewis Carroll (Alice in Wonderland)